# 川西村 (北海道)
川西村（かわにしむら）は、北海道河西郡にあった村。現在の帯広市の南西部の地域に当たる。
村名は札内川、戸蔦別川の西側に位置するということによる。

## 地理
- 十勝平野の南西寄りに位置。西方は日高山脈で、日高支庁に接する。
- 山: 戸蔦別岳、札内岳
- 河川: 札内川、戸蔦別川、岩内川、帯広川、売買川

## 沿革
- 1924年（大正13年）2月1日 - 大正村から、大字上帯広村の全部と大字売買村の一部が川西村（二級町村制）として分村。
- 1924年（大正13年）2月8日 - 十勝鉄道（帯広部線）の新帯広駅〜太平駅（後の上清川駅）間、藤駅〜上美生駅間、常盤駅〜千代田駅（後の八千代駅）間がそれぞれ開業。
- 1924年4月1日 - 一級町村制施行。
- 1925年（大正14年）6月10日 - 十勝鉄道の太平駅〜西太平駅（後の太平駅）間が延伸開業。
- 1927年（昭和2年） - 村内の2大字を16字に再編。
  - 上帯広村 → 上帯広、別府、基松、広野、八千代
  - 売買村 → 稲田、下稲田、川西、下川西、豊西、富士、清川、上清川、美栄、太平、岩内
- 1929年（昭和4年）2月12日 - 十勝鉄道の南太平駅〜戸蔦駅間が開業。
- 1932年（昭和7年） - 十勝鉄道の南太平駅〜太平駅間廃止。
- 1941年（昭和16年） - 帯広高等獣医学校（現・帯広畜産大学）開校。
- 1947年（昭和22年） - 村立川西中学校開校。
- 1948年（昭和23年） - 川西農協開設。
- 1951年（昭和26年） - 岩内の一部から字・拓成が分立。
- 1957年（昭和32年）4月1日 - 大正村とともに帯広市へ編入。本村の全域をもって、帯広市川西町となる。
- 1963年（昭和38年） - 当時の川西町を以下の17町に再編。
  - 別府町、南町、空港南町（以上、元の川西村別府）
  - 稲田町（元の川西村稲田、下稲田、下川西）
  - 川西町（元の川西村川西、下川西、稲田）
  - 基松町、上帯広町、広野町、八千代町、豊西町、富士町、清川町、上清川町、美栄町、太平町、岩内町、拓成町（以上、元の当村の字をほぼそのまま継承）

## 交通

### 鉄道
※当村廃止当時の時点
- 十勝鉄道帯広部線
十勝稲田駅 - 川西駅 - 豊西駅 - 藤駅 - 美栄駅 - 十勝清川駅 - 上清川駅 - 南大平駅 - 戸蔦駅
藤駅 - 基松駅 - 常盤駅 - 上帯広駅 - 広野駅 - 上広野駅 - 八千代駅